# Nidalia rubripunctata
Nidalia rubripunctata är en korallart som beskrevs av Verseveldt och Bayer 1988. Nidalia rubripunctata ingår i släktet Nidalia och familjen Nidaliidae. Inga underarter finns listade i Catalogue of Life.